# Laurices

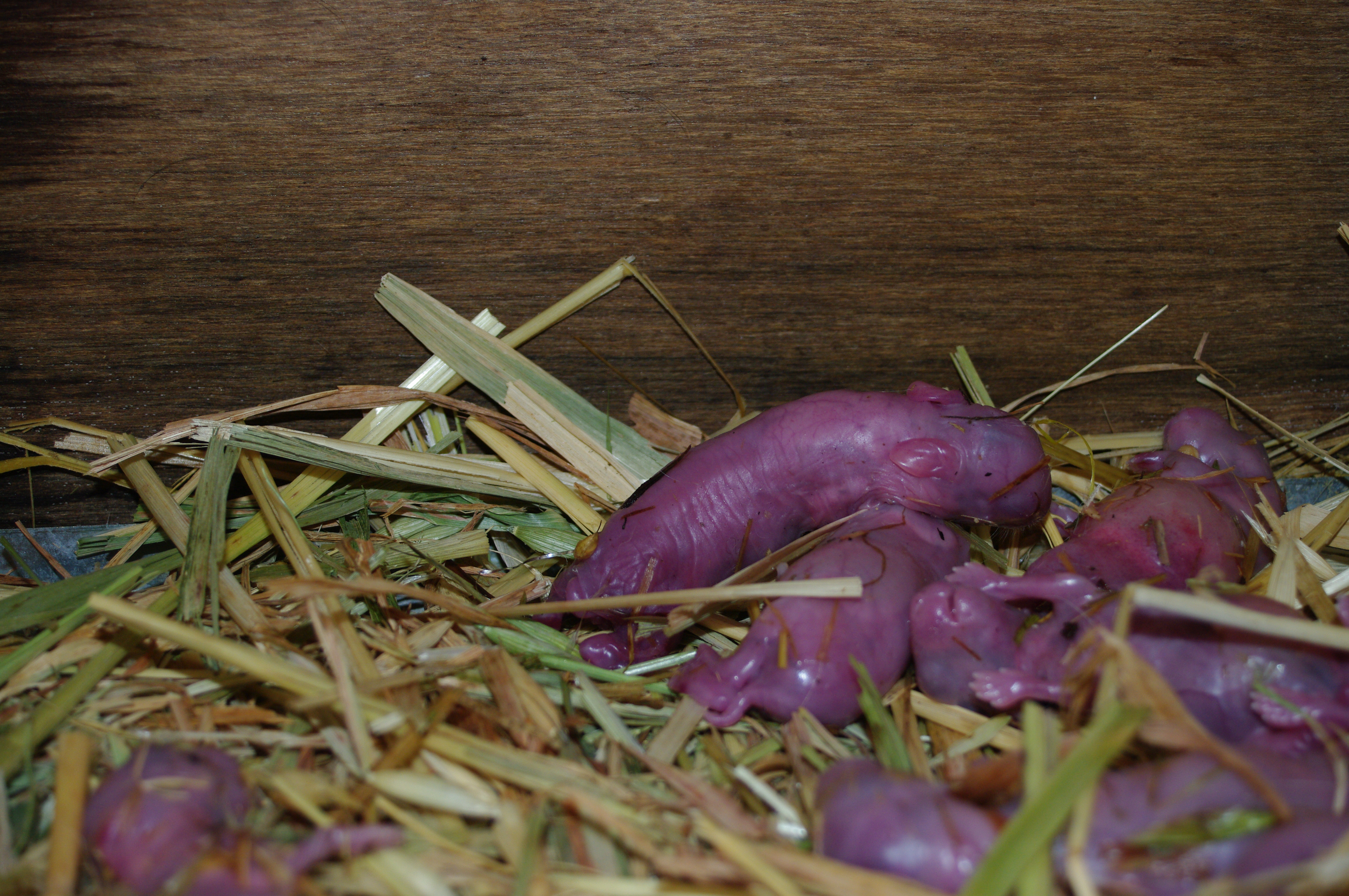
Lapereaux une heure après la naissance. Déjà trop tard pour être des laurices (fœtus) consommables en période de Carême.

Les laurices sont des fœtus de lapin européen (Oryctolagus cuniculus) directement retirés du ventre de la lapine et destinés à la consommation humaine. Tirés du liquide amniotique et incapables de toute respiration aérobie, les laurices étaient considérés comme étant d'origine aquatique par l'église catholique et pouvaient donc être consommés en période de Carême. 
Le mot laurices est issu du pluriel du latin laurex, probablement emprunté au langage des Ibères. C'est en effet en Hispanie, où les lapins étaient très nombreux, que s'est développée la tradition de manger des laurices. Les Ibères font par la suite découvrir ce mets aux Romains lorsque ceux-ci s'aventurent en Hispanie, et ce sont ces derniers qui l'ont propagé.
Après la domestication du lapin, le terme laurices s'applique également aux nouveau-nés car il devient possible de les consommer sans avoir à sacrifier la mère.

## Première apparition du terme
Pline l'Ancien est le premier à mentionner cette spécialité gastronomique dans Naturalis Historia : « Leporum generis sunt et quos hispania cuniculos appellat, fecunditatis innumerae famemque Baliarum insulis populatis messibus adferentis. - (fetus ventri exectos vel uberibus ablatos, non repurgatis interaneis, gratissimo in cibatu habent; laurices vocant).... ».

## Impact sur l'élevage du lapin
L'évêque Grégoire de Tours (538-594) cite la consommation de laurices durant le Carême (« Erant enim dies sanctae Quadragesimae, in quâ fœtus cuniculorum sœpè comedit. »). Cette consommation aurait été autorisée par le pape Grégoire Ier, considérant les fœtus comme d'origine aquatique de la même façon que les poissons ou les coquillages. Lebas pense que cette idée a eu un impact important sur le développement de l'élevage de lapins car les moines se sont essayés à l'élevage en cage pour avoir à disposition de grandes quantités de ce mets. Mais la citation de Grégoire de Tours ne va pas aussi loin.